# Neococcidencyrtus sensarmai
Neococcidencyrtus sensarmai is een vliesvleugelig insect uit de familie Encyrtidae. De wetenschappelijke naam is voor het eerst geldig gepubliceerd in 2008 door Singh.